# قواعد تي
قواعد تي (T(hee)-regels)، هي مجموعة من قواعد التصريف المستخدمة في اللغة الهولندية لتحديد ما إذا كان الشخص الثاني (Jij) مفرد / أو جمع، وأول وثالث شخص مفرد gفعل dنتهي ب -t  أم لا. ترتبط هذه القواعد بقاعدة ت كوفتسخب، والتي تستخدم لتحديد نهايات الفعل الماضي والماضي التام. والقاعدتين مجتمعتان يسميان قواعد دي/ تي.